# Jan Rotter (dziennikarz)
Jan Rotter (ur. 24 stycznia 1915 w Wiedniu, zm. 12 czerwca 1977 w Krakowie) – dziennikarz i działacz sportowy, redaktor naczelny Tempa, wnuk inżyniera Jana Rottera (1850-1906).

## Życiorys
Był współzałożycielem i działaczem pierwszego po II Wojnie Światowej polskiego klubu sportowego w Gdańsku (obecnie Lechia). Był związany z Towarzystwem Sportowym Wisła Kraków, w którym był zawodnikiem drużyny koszykówki, członkiem zarządu, a następnie Rady Seniorów Gwardyjskiego TS Wisła. Był także członkiem zarządu KKS Olsza, referentem prasowym Polskiego Związku Piłki Ręcznej, członkiem Krakowskiej Komisji Współpracy z Polskim Komitetem Olimpijskim oraz przewodniczącym Klubu Dziennikarzy Sportowych. W latach 1962–1977 był redaktorem naczelnym Tempa. Zmarł 12 czerwca 1977 w Krakowie. Został pochowany w grobowcu rodzinnym na Cmentarzu Rakowickim (kwatera VI).

## Odznaczenia
- Odznaka i Tytuł Zasłużonego Działacza Kultury Fizycznej (1962),
- Złoty Krzyż Zasługi (1964),
- Honorowa Odznaka Klubu Dziennikarzy Sportowych (1970),
- Krzyż Kawalerski Orderu Odrodzenia Polski (1972),
- Złota Odznaka za Zasługi dla Ziemi Krakowskiej (1972),

## Życie prywatne
W 1940 r. ożenił się z Marią Puchałka, z którą miał trójkę dzieci: psychologa Tadeusza Rottera (ur. 1941), geografa i poetę Artura Rottera (ur. 1945) oraz dziennikarkę Barbarę Rotter (ur. 1950).